# Finał Pucharu Polski w piłce nożnej 1999
Finał Pucharu Polski w piłce nożnej 1999 – mecz piłkarski kończący rozgrywki Pucharu Polski 1998/1999 oraz mający na celu wyłonienie triumfatora tych rozgrywek, który został rozegrany 13 czerwca 1999 roku na Stadionie Miejskim w Poznaniu, pomiędzy Amicą Wronki a GKS-em Bełchatów. Trofeum po raz 2. wywalczyła Amica Wronki, która uzyskała tym samym prawo gry w kwalifikacjach Pucharu UEFA 1999/2000.

## Droga do finału
| Amica Wronki                             | Amica Wronki                             | Amica Wronki                             | Runda       | GKS Bełchatów | GKS Bełchatów    | GKS Bełchatów |
| Data                                     | Przeciwnik                               | Wynik                                    | Runda       | Data          | Przeciwnik       | Wynik         |
| ---------------------------------------- | ---------------------------------------- | ---------------------------------------- | ----------- | ------------- | ---------------- | ------------- |
| Klub rozpoczął rozgrywki od 1/16 finału. | Klub rozpoczął rozgrywki od 1/16 finału. | Klub rozpoczął rozgrywki od 1/16 finału. | II runda    | 12.08.1998    | Mrągowia Mrągowo | 7:0           |
| Klub rozpoczął rozgrywki od 1/16 finału. | Klub rozpoczął rozgrywki od 1/16 finału. | Klub rozpoczął rozgrywki od 1/16 finału. | III runda   | 30.09.1998    | Warmia Olsztyn   | 3:1           |
| 14.10.1998                               | Chemik Police                            | 2:0                                      | 1/16 finału | 14.10.1998    | Hetman Zamość    | 4:0           |
| 07.11.1998                               | ŁKS Łódź                                 | 2:1                                      | 1/8 finału  | 07.11.1998    | Legia Warszawa   | 0:0 (k. 3:2)  |
| 10.03.1999                               | Stomil Olsztyn                           | 3:0                                      | Ćwierćfinał | 10.03.1999    | Korona Kielce    | 2:1           |
| 14.04.1999                               | Stomil Olsztyn                           | 1:1                                      | Ćwierćfinał | 14.04.1999    | Korona Kielce    | 1:0           |
| 05.05.1999                               | Widzew Łódź                              | 1:1                                      | Półfinał    | 04.05.1999    | Ruch Chorzów     | 0:0           |
| 19.05.1999                               | Widzew Łódź                              | 1:1 (k. 8:7)                             | Półfinał    | 19.05.1999    | Ruch Chorzów     | 1:0           |

## Tło
W finale rozgrywek zmierzyły się ze sobą kluby z dolnej części tabeli ekstraklasy 1998/1999: triumfator poprzednich rozgrywek Amica Wronki (12. miejsce) oraz spadający do II ligi GKS Bełchatów. Dla obu klubów była ostatnia na powetowanie swoich niepowodzeń w rozgrywkach ligowych oraz na występ w europejskich pucharach.

## Mecz

### Przebieg meczu
Mecz odbył się 13 czerwca 1999 roku o godz. 16:00 na Stadionie Miejskim w Poznaniu. Sędzią głównym spotkania był Jacek Granat. Jedyny gol padł w 46. minucie, po trafieniu Mirosława Siary.

### Szczegóły meczu
| 13 czerwca 1999 16:00 | Amica Wronki · Siara 46' | 1:00:0Raport | GKS Bełchatów | Stadion Miejski, Poznań Widzów: 3 000 Sędzia: Jacek Granat (Warszawa) |
|                       |                          |              |               |                                                                       |

| Amica Wronki:   |  |                      |              |     |
|                 |  |                      |              |     |
| BR              |  | Jarosław Stróżyński  |              |     |
| OB              |  | Bartosz Bosacki      |              |     |
| OB              |  | Marek Bajor          |              |     |
| OB              |  | Mariusz Kukiełka     | Żółta kartka |     |
| OB              |  | Mirosław Siara       |              |     |
| PO              |  | Mirosław Kalita      |              | 58' |
| PO              |  | Tomasz Sokołowski II |              | 73' |
| PO              |  | Grzegorz Wódkiewicz  |              |     |
| PO              |  | Piotr Dubiela        | Żółta kartka | 81' |
| NA              |  | Maxwell Kalu         |              |     |
| NA              |  | Paweł Kryszałowicz   |              |     |
| Zmiany:         |  |                      |              |     |
| PO              |  | Piotr Kasperski      |              | 58' |
| OB              |  | Jarosław Bieniuk     |              | 73' |
| PO              |  | Tomasz Dawidowski    |              | 81' |
| Trener:         |  |                      |              |     |
| Stefan Majewski |  |                      |              |     |

| GKS Bełchatów:  |  |                    |              |     |
|                 |  |                    |              |     |
| BR              |  | Jarosław Krupski   |              |     |
| OB              |  | Grzegorz Wilczok   |              | 78' |
| OB              |  | Grzegorz Wagner    |              |     |
| OB              |  | Bartosz Hinc       | Żółta kartka |     |
| OB              |  | Marcin Kaczmarek   |              | 85' |
| PO              |  | Jacek Berensztajn  |              |     |
| PO              |  | Jacek Krzynówek    |              |     |
| PO              |  | Marius Skinderis   |              |     |
| PO              |  | Piotr Szarpak      |              |     |
| NA              |  | Dariusz Rzeźniczek |              | 54' |
| NA              |  | Dariusz Patalan    |              |     |
| Zmiany:         |  |                    |              |     |
| NA              |  | Maciej Bykowski    |              | 81' |
| OB              |  | Adam Nocoń         | Żółta kartka | 78' |
| PO              |  | Marek Nowicki      |              | 85' |
| Trener:         |  |                    |              |     |
| Marek Pochopień |  |                    |              |     |

| Puchar Polski w piłce nożnej 1998/1999 Zwycięzcy |
| ------------------------------------------------ |
| Amica Wronki 2. Tytuł                            |